# Stigmata (альбом Stigmata)
Stigmata — третий студийный альбом российской группы Stigmata, релиз которого состоялся 12 сентября 2007 года.

## Об альбоме
Stigmata является одноименным с названием группы; сами участники объясняют это тем, что именно на этой работе был совершён скачок на «новый уровень» в развитии звучания группы. Первый сингл, «Лёд», был выпущен задолго до выхода альбома, а вторым синглом стала песня «Сентябрь». На оба сингла были сняты видеоклипы.
В поддержку альбома группа отъездила тур «На крыльях ветров» по городам России, Украины, Беларуси, Эстонии и Латвии.
Также на своей странице MySpace группа выкладывала версии песен «Лёд», «Последний глоток» и «Крылья» на английском языке.

## Список композиций
Все тексты написаны Артёмом Лоцких.
| №                   | Название                | Музыка              | Длительность |
| ------------------- | ----------------------- | ------------------- | ------------ |
| 1.                  | «Бог меня простит»      | Taras               | 3:53         |
| 2.                  | «Цена твоей жизни»      | Duke                | 3:31         |
| 3.                  | «Крылья»                | Taras               | 4:16         |
| 4.                  | «Последний глоток»      | Duke                | 4:35         |
| 5.                  | «Оставь надежду»        | Duke                | 3:41         |
| 6.                  | «Лёд»                   | Taras               | 3:35         |
| 7.                  | «Сентябрь»              | Duke                | 4:04         |
| 8.                  | «Все огни сердец»       | Taras               | 3:48         |
| 9.                  | «Последний день Помпеи» | Duke                | 4:33         |
| 10.                 | «Магмель»               | Taras               | 3:47         |
| 11.                 | «Игра вслепую»          | Duke                | 3:29         |
| Общая длительность: | Общая длительность:     | Общая длительность: | 43:13        |

## Участники записи

### Группа
- Артём «Nel’son» Лоцких — вокал
- Денис «Dan» Киченко — бас-гитара
- Тарас «Taras» Уманский — гитара
- Андрей «Duke» Анисимов — гитара
- Филипп «Phil» Терпецкий — барабаны

### Персоналии
- Музыка:
  - Все аранжировки — Stigmata
  - Николай Бичан — виолончель (4 трек)
  - Денис «DNK» Кириллов — фортепиано (7 трек)
  - Леонид «LE» Ершов (Fourth Dimension) — хоры
  - Илья Завацкий — скрипка (3 трек)
- Звукоинженеры: Виктор Прохоров, Андрей Анисимов, Тарас Уманский
- Настройка звука: Александр «JD» Карелин (Ad Astra)
- Сведение и мастеринг: Александр «JD» Карелин
- Продюсирование: Александр «JD» Карелин и Stigmata
- Фото в буклете: Александр «True» Афанасьев
- Дизайн обложки: ADLAB ART